# Bohemians 1905 2011-2012
Questa voce raccoglie le informazioni riguardanti il Bohemians 1905 nelle competizioni ufficiali della stagione 2011-2012.

## Rosa
| N. |                      | Ruolo | Calciatore              |
| -- | -------------------- | ----- | ----------------------- |
| 1  | Rep. Ceca (bandiera) | P     | Radek Sňozík (capitano) |
| 3  | Rep. Ceca (bandiera) | D     | Pavel Lukáš             |
| 4  | Rep. Ceca (bandiera) | D     | Josef Jindřišek         |
| 5  | Rep. Ceca (bandiera) | C     | David Bartek            |
| 7  | Rep. Ceca (bandiera) | D     | Marek Nikl              |
| 10 | Rep. Ceca (bandiera) | C     | Nicolas Šumský          |
| 11 | Rep. Ceca (bandiera) | A     | Ondřej Kraják           |
| 14 | Rep. Ceca (bandiera) | A     | Martin Nešpor           |
| 13 | Rep. Ceca (bandiera) | C     | Jan Růžička             |
| 15 | Rep. Ceca (bandiera) | C     | Jiří Kaufman            |

| N. |                       | Ruolo | Calciatore     |  |
| -- | --------------------- | ----- | -------------- |  |
| 16 | Rep. Ceca (bandiera)  | C     | Jan Moravec    |  |
| 17 | Rep. Ceca (bandiera)  | C     | Martin Kraus   |  |
| 20 | Rep. Ceca (bandiera)  | C     | Tomáš Borek    |  |
| 21 | Rep. Ceca (bandiera)  | A     | Milan Škoda    |  |
| 22 | Rep. Ceca (bandiera)  | C     | Tomáš Michálek |  |
| 23 | Rep. Ceca (bandiera)  | C     | Lukáš Budínský |  |
| 24 | Rep. Ceca (bandiera)  | D     | Michael Žižka  |  |
| 27 | Slovacchia (bandiera) | D     | Martin Cseh    |  |
| 28 | Rep. Ceca (bandiera)  | P     | Václav Marek   |  |
| 30 | Rep. Ceca (bandiera)  | A     | Vladimír Bálek |  |
|    | Rep. Ceca (bandiera)  | D     | Jiří Rychlík   |  |